# 東雲侑子は短編小説をあいしている
『東雲侑子は短編小説をあいしている』（しののめゆうこはたんぺんしょうせつをあいしている）は、森橋ビンゴによる日本のライトノベル。イラストはNardackが担当している。ファミ通文庫（エンターブレイン）より2011年9月から2012年5月まで刊行された。

## 概要
第1巻はファミ通文庫のオフィシャルWebマガジンである「FB Online」の2011年4号から8号まで連載された後に、加筆修正して文庫出版された。第1巻発売後には、FB Onlineにて発売記念特集ページが公開され、また、作中作である「ロミエマリガナの開かれた世界」のヨタカ文庫版ブックカバーが期間限定でPDF配信された（2011年10月26日まで）。
2011年12月には続編となる『東雲侑子は恋愛小説をあいしはじめる』が、2012年5月には完結編となる『東雲侑子は全ての小説をあいしつづける』が刊行された。シリーズとしてナンバリングせずに、続巻の題名を変えた理由として森橋は、『東雲侑子は短編小説をあいしている』という題名は第1巻の物語のために作られたもので、壮大な物語を想定していたわけではなく、平凡な日常の物語に長編感を出すのが面映いからだと第2巻のあとがきに記している。
作中の章間には、本編登場人物の東雲侑子が西園幽子名義で著した短編小説の一部が挿入されており、侑子の心情が間接的に表現されている。挿入されている短編小説は、第1巻では「ロミエマリガナの開かれた世界」、第2巻では「いとしくにくい」、第3巻では「恋愛学舎」（短編集）。
メディアミックスとして、成瀬ちさとによるコミカライズが、エンターブレインが配信するウェブコミック配信サイト『ファミ通コミッククリア』にて公開されていた。2012年5月25日に第0話（プロローグ）が公開され、同年7月27日から2013年8月30日（最終話更新）まで連載された。
「みんなで選ぶベストラノベ2011」では総合部門で10位、感動部門で9位をそれぞれ獲得している。第1回ラノベ好き書店員大賞では4位を獲得している。2015年9月時点でシリーズ累計部数は100万部を突破している。『このライトノベルがすごい！』作品部門では2013年版で8位を獲得している。

## 登場人物
三並 英太（みなみ えいた）
本作の主人公。私立央生（おうせい）高校の1年生。基本的に特徴のない、純朴な普通の少年。よくネガティブに物事を考えては自己嫌悪に陥っている。校則ではクラブ活動への所属が必須となっているが、体育系・文化系両方のクラブ活動が面倒で、クラブ所属と同等の扱いとなり活動が楽な図書委員になった。毎週水曜日と金曜日に図書室で貸し出しの作業をしている。両親は仕事の関係でアメリカで居住しているため、家では兄の景介と二人暮らし。家事を手伝ってくれている有美には小学生の頃恋心を抱いていたが、有美が景介の恋人であるという真実を悟ってからは有美を苦手としている。また、その時の苦い経験から、どこか周りと線を引いているところがある。
ひょんなことから侑子が小説家だということを知り、気まぐれでサインをねだったことから、交換条件として取材のために侑子と「付き合う」ことになる。何を考えているのか分からない侑子に戸惑いを重ねるが、次第に好意を抱くようになる。
第2巻では2年生に進級。侑子とも再び同じクラスとなる。侑子への気持ちに揺らぎはないが、侑子のスランプと絵夢の積極的なアプローチのせいで、侑子とは徐々にすれ違ってしまうようになる。侑子以外に興味関心が薄いのは相変わらずで、クラスメートの女子の名前すら覚えていなかったりするなど、絵夢からは「東雲さん以外は露骨に素っ気ないね」と嘆息された。なかなか関係を詰め切れない自分に苛立っていたが、侑子に絵夢と二人でいるところを見られたことで自分の愚かさに気付く。そして覚悟を決めて一念発起し、「いとしくにくい」を読んだことで侑子の気持ちに気付き、改めて想いを告白。本当の恋人同士となる。
第3巻で三年生に進級。以前は抱えていた侑子や景介への劣等感もなりを潜めている。卒業を意識するにつれ自分の進路について悩むことが多くなり、ただ大学に進むことにどこか納得できずにいたが、侑子への想いの深さを自覚するとともに、ある決断をする。侑子との関係は順風満帆と言ってよく、時折思春期男子らしい劣情に悶えたりなどしている。
東雲 侑子（しののめ ゆうこ）
英太のクラスメイト。本が好きで、図書委員に所属している。控えめな容姿の美少女で、口数の少ない静かな性格。毎週水曜日と金曜日に英太とともに図書室で貸し出しカウンターの当番に当たっている。読書家で、教室での授業中や図書委員の仕事中のみならず帰宅途中でも歩きながら読書をしている。「西園幽子」というペンネームで作家デビューしており、中学2年生であった2年前に文芸誌「ヨタカ」で「ヨタカ文学新人賞」を受賞している。長編小説よりも短編小説に思い入れがあり、書く作品は専ら短編小説。自身が作家であることは、学校では司書の椎名以外には秘密にしている。
英太に秘密を知られたことをきっかけに、英太に取材と称して「付き合う」ことを頼み込む。最初はデートすらよく分かっていなかったが、英太と「付き合う」につれて恋心を学んでいく。英太へのぎこちないアプローチを曲解されたことで一時的に関係が終わるが、侑子が自らの心情を反映した「ロミエマリガナの開かれた世界」を英太が読んだことにより、再びもとの関係に戻った。
第2巻では2年生に進級。英太と同じクラスになるが、図書委員の貸し出し当番の曜日が英太とは別々になってしまう。長い間スランプになっており、そこに英太と絵夢の親しげな様子を目の当たりにするなど、次第にふさぎ込んでいくようになってしまう。しかしそのことで今まで抱いたことがない自分の中の強い感情に気付き、その心をそのまま「いとしくにくい」に描く。そして英太とお互いの気持ちを確かめ合い、本当の恋人の関係となりキスを交わした。なお「いとしくにくい」によれば、「付き合う」前から英太にはほのかに恋心を抱いていた模様。
第3巻では以前にも増して寡黙さが薄れ、「恋愛学舎」から窺えるような普通の女の子らしい振る舞いを見せるようになる。大学進学を決めており、密かに英太も同じ大学に通ってくれることを期待していた。英太への想いも薄れておらず、旅行に誘われた時は家族に嘘をついてまで行こうとした。
三並 景介（みなみ けいすけ）
英太の5つ年上の兄。無口で落ち着いた性格であるが、家事には無頓着。両親から仕送られる生活費を管理しているが、家事の多くは恋人である有美に任せている。自分の部屋には3つの大きな本棚があり、それらを埋め尽くしても尚入り切らない本を積み上げる程の読書家。ヘビースモーカー。
第2巻の時点では、大学4年生。有美と初めて仲違いするが、その際には関係を戻すために作中初めての積極性を垣間見せた。
有美（あるみ）
景介の恋人。景介とは高校時代から付き合っている。三並家の両親から家事を任されており、頻繁に三並家に出入りしている。早くに両親を亡くしており、今では三並家で家族同然の扱いを受けている。栄太に対しては姉のように接する。
椎名（しいな）
央生高校の図書室の司書。毎週水曜日に学校の掲示板に張り出す図書便りを作っている。天然気味のぼやっとした性格で、生徒に仕事を手伝ってもらうこともある。30歳手前の女性であり、一部の男子生徒に人気がある。学校では唯一、東雲が「西園幽子」であることを知っている人物。
相川 陽司（あいかわ ようじ）
文芸誌「ヨタカ」の編集者で、東雲の担当。20代中頃の気さくな男性。東雲に長編小説を書くよう勧めている。
池原（いけはら）
1年生の図書委員の男子。栄太とは別のクラスで、別曜日にカウンターの当番をしている。
1年生の頃は椎名に入れ込んでいたが、2年生になると新入生の副島にぞっこんになる。
喜多川 絵夢（きたがわ えむ）
演劇部に所属する女子生徒。2年生になり英太や侑子とクラスメイトになる。長身でスタイルがよく、ファッション誌で読者モデルを務めている。華やかな美人であり、クラスのなかではダントツの人気ナンバーワン。
侑子が小説家であることを知り、演劇部が学園祭で行う舞台の脚本を侑子に依頼する。実は英太に恋心を抱いており、積極的に絡んだり弁当を作ってあげようと持ちかけたりもした(英太が絵夢に無関心であったため完全に空振りで終わったが)。英太の侑子への想いの強さは感じ取っていたが、侑子の態度の素っ気無さに触発されて、半ば衝動的に英太に告白。デートに誘うなど積極的なアプローチをかけていたが、最終的に英太に振られた。
副島 ユカ（そえじま ゆか）
英太の1年後輩。図書委員と演劇部を兼任している、本好きの新入生。図書委員の新入生では唯一の女子生徒。英太と同じ水曜日と金曜日に図書室で貸し出しを担当している。恋バナに関心のあるいわゆる「今どきの女子高生」。
有賀（ありが）
2年生で英太とクラスメイトになった男子。修学旅行で英太と同じ部屋割りになる。喜多川とは1年生の頃から同じクラスだった。
上田（うえだ）
英太とは1年の頃から同じクラスの男子。修学旅行で英太と同じ部屋割りになる。
遠藤 律子（えんどう りつこ）
演劇部に所属する女子生徒。2年生になり英太や侑子とクラスメイトになる。同じ女子グループに属する喜多川とはよく一緒にいる。友人からは「リコ」と呼ばれている。
原 めぐる（はら めぐる）
演劇部に所属する、人見知りするタイプの女子生徒。喜多川、遠藤とは同学年で、2年生の演劇部員はこの3人のみ。

## 漫画
成瀬ちさとによる漫画化作品が、ファミ通コミッククリア（エンターブレイン）にて2012年5月25日に第0話（プロローグ）が公開され、同年7月27日から連載が開始された。2013年8月30日に最終話を公開。連載中は全話が無料公開されていたが、2013年11月現在、第1話のみが公開されている。
単行本では原作小説と同様に、章間に作中作短編小説「ロミエマリガナの開かれた世界」の一部が挿入されている。また、英貴・滝川悠によるゲストイラスト及びコメントが寄稿されている。

## 既刊一覧

### 小説
- 森橋ビンゴ（著）・Nardack（イラスト）、ファミ通文庫〈エンターブレイン〉、全3巻
  - 『東雲侑子は短編小説をあいしている』、2011年10月12日初版発行（9月30日発売[7]）、ISBN 978-4-04-727522-5
  - 『東雲侑子は恋愛小説をあいしはじめる』、2012年1月5日初版発行（2011年12月26日発売[8]）、ISBN 978-4-04-727720-5
  - 『東雲侑子は全ての小説をあいしつづける』、2012年6月11日初版発行（5月30日発売[9]）、ISBN 978-4-04-728077-9

### 漫画
成瀬ちさと（漫画）・森橋ビンゴ（原作）・Nardack（キャラクター原案）・東京都立武蔵丘高等学校（取材協力）・百足屋ユウコ（デザイン、ムシカゴグラフィクス） 『東雲侑子は短編小説をあいしている』 エンターブレイン〈ファミ通クリアコミックス〉、2013年9月26日初版発行（9月14日発売）、ISBN 978-4-04-729131-7